# María Luisa de Borbón y Vallabriga

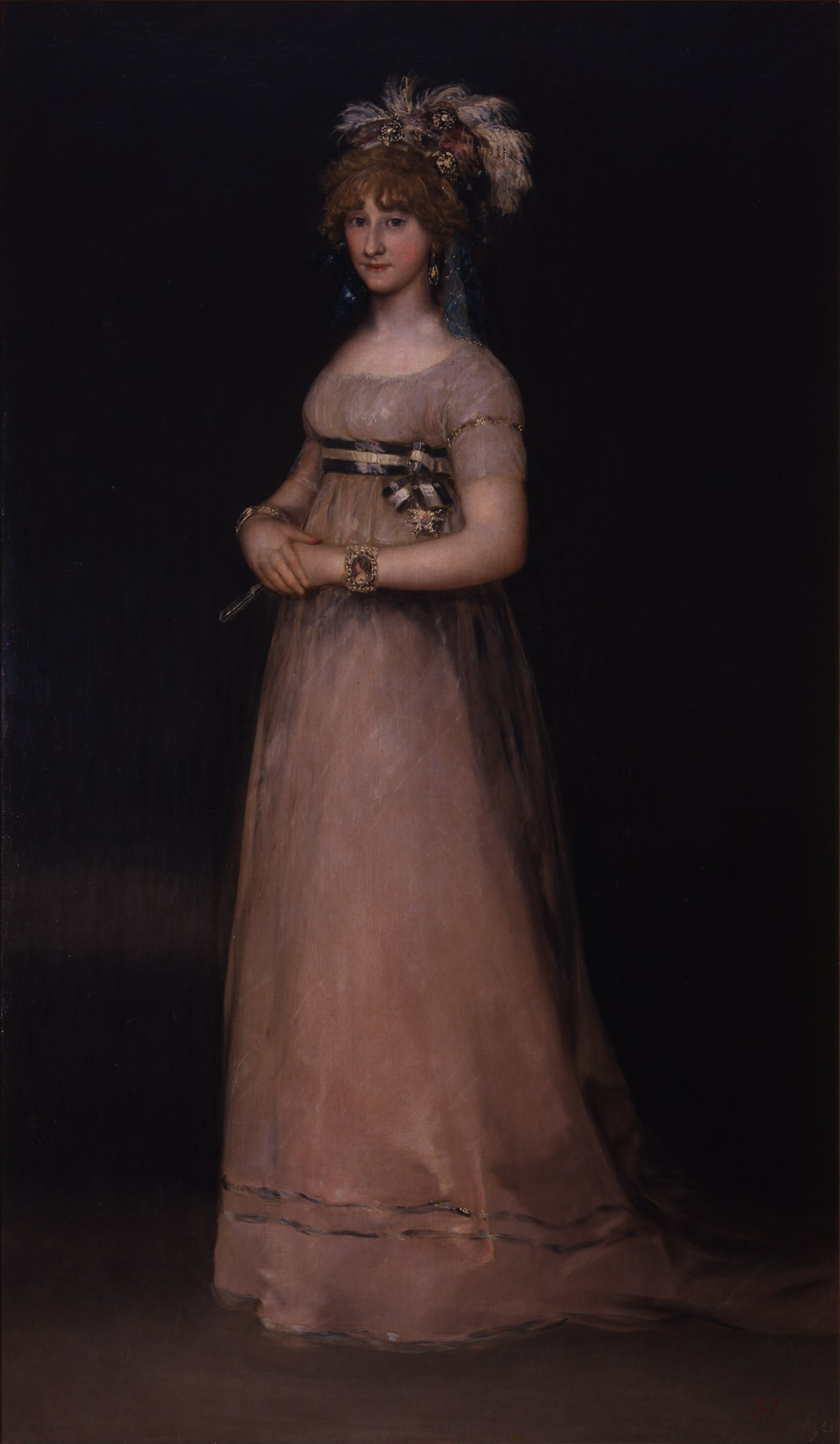
María Luisa de Borbón y Vallabriga – Porträt von Francisco de Goya (1801);
das Gemälde wird von einigen Experten auch für ein Porträt ihrer Schwester María Teresa de Borbón y Vallabriga gehalten.

María Luisa de Borbón y Vallabriga (* 6. Juni 1783 in Velada; † 1. Dezember 1848 in Paris) war eine spanische Aristokratin, die durch ihre Heirat (1817) mit Joaquín José de Melgarejo y Saurín († 1835) die Titel einer Markgräfin (marquesa) von Melgarejo und einer Herzogin von Quiroga erwarb.

## Biografie
María Luisa de Borbón y Vallabriga war das dritte Kind des Infanten don Luis de Borbón y Farnesio, des Bruders des spanischen Königs Karl III., und der aus niederem Adel stammenden María Teresa de Vallabriga. Ihre beiden älteren Geschwister waren ihr Bruder Luis María de Borbón y Vallabriga (1777–1823) und ihre Schwester María Teresa de Borbón y Vallabriga (1780–1828). Das Tragen des Namensbestandteils 'Borbón' war ihrem Vater und dessen Nachkommenschaft bis zum Tod Karls III. im Jahre 1788 verboten, um den Verzicht auf eventuelle Thronansprüche deutlich zu machen.
Ihre ersten Lebensjahre verbrachte sie im Palacio del Infante don Luis in Boadilla del Monte und im noch nicht zur Gänze fertiggestellten Palacio de la Mosquera in Arenas de San Pedro. In beiden Schlössern war der Maler Francisco de Goya des Öfteren zu Gast, der sie und ihre Familie wiederholt porträtierte. Nach dem frühen Tod ihres Vaters (1785) verbrachten sie und ihre jüngere Schwester mehrere Jahre im Convento de San Clemente in Toledo. Im Jahre 1802 begab sie sich zu ihrer Mutter nach Saragossa. In den Wirren der französischen Besetzung Spaniens und des spanischen Unabhängigkeitskrieges (1807–1814) flohen sie und ihre Mutter nach Palma de Mallorca. 1814 kehrten beide nach Spanien zurück. Drei Jahre später heiratete sie Joaquín José de Melgarejo y Saurín, einen Vertrauten des spanischen Königs Ferdinand VII. Im Jahr 1822 gingen sie und ihr Mann nach Paris; ein Jahr später traf auch ihre Schwester dort ein, die jedoch bereits fünf Jahre später verstarb. Sie und ihr Mann verbrachten einige Zeit in Rom, kehrten jedoch nach Madrid zurück, wo ihr Mann die Regentin Maria Christina von Neapel-Sizilien, die vierte Ehefrau des 1833 verstorbenen Ferdinand VII., unterstützte.
Fünf Jahre nach dem Tod ihres Mannes (1835) und wieder nach Paris zurückgekehrt, vermachte sie, da sie selbst kinderlos geblieben war, die väterlicherseits ererbte Kunstsammlung ihrer Nichte Carlota Luisa de Godoy y Borbón, der einzigen Tochter aus der Ehe ihrer Schwester mit Manuel de Godoy. Sie starb im Jahre 1848 und wurde in der Kapelle des Palacio del Infante don Luis in Boadilla del Monte an der Seite ihrer bereits 1828 verstorbenen Schwester beigesetzt.